# Денисовець Павло Мусійович
Павло́ Мусі́йович Денисове́ць (нар. 10 січня 1920 — 16 грудня 1991) — радянський український історик. Доктор історичних наук, професор. Декан факультету історії ПНУ ім. Стефаника 1947—1951

## Біографія
Народився 10 січня 1920 року в селі Іванівка, Житомирської області. В роки Другої світової війни воював в Радянській армії. Закінчив Київський університет 1946 р. У 1946—1957 рр. викладав історію в Херсоні та Станіславському педагогічному інституті. У 1951 році залишив посаду декана факультету історії Станіславського інституту.З 1955 до 1957 року ректор Луцького педагогічного інституту. З 1957 року працював в Полтавському інституті. У 1960 захистив кандидатську дисертацію на тему: «Боротьба робітників і селян Херсонщини і Миколаївщини проти австо-угорських та німецьких окупантів 1918 року» в 1969 захистив докторську дисертацію на тему: «Колгоспне будівництво в Україні в 1921—1925 рр.»
З 1959 до 1971 декан історичного факультету. З 1971 завідувач кафедри історії УРСР. Помер 16 грудня 1991 року в Полтаві.

## Відзнаки
- Бойові нагороди